# El ser y la nada
El ser y la nada: Ensayo de ontología fenomenológica ( en francés : L'Être et le néant: Essai d'ontologie phénoménologique ), a veces publicado con el subtítulo Ensayo fenomenológico sobre ontología , es un libro de 1943 del filósofo Jean-Paul Sartre . En él, Sartre desarrolla una explicación filosófica que sustenta su existencialismo, abordando temas como la conciencia, la percepción, la filosofía social , el autoengaño, la existencia de la «nada», el psicoanálisis y la cuestión del libre albedrío .
Mientras era prisionero de guerra entre 1940 y 1941, Sartre leyó El ser y el tiempo (1927) de Martin Heidegger , que utiliza el método de la fenomenología husserliana como lente para examinar la ontología . Sartre atribuyó el curso de sus propias indagaciones filosóficas a su exposición a esta obra. Aunque influenciado por Heidegger, Sartre era profundamente escéptico respecto a cualquier medida mediante la cual la humanidad pudiera alcanzar un estado personal de plenitud comparable al hipotético «reencuentro con el Ser» heideggeriano. En la explicación de Sartre, el hombre es una criatura atormentada por una visión de «compleción» (lo que Sartre llama el ens causa sui , que literalmente significa «un ser que se causa a sí mismo»), que muchas religiones y filósofos identifican con Dios. Nacido en la realidad material del propio cuerpo, en un universo material, uno se encuentra inserto en el ser. De acuerdo con la idea de Husserl de que la conciencia solo puede existir como conciencia de algo, Sartre desarrolla la idea de que no puede haber ninguna forma de yo "oculta" en la conciencia. Sobre esta base, Sartre ofrece una crítica filosófica de las teorías de Sigmund Freud , basándose en la afirmación de que la conciencia es esencialmente autoconsciente .
El Ser y la Nada se considera la obra filosófica no ficticia más importante del existencialismo de Sartre y su contribución más influyente y original, a pesar de su deuda con Heidegger. Uno de los puntos más elogiados del libro es su afirmación central de que "el hombre, al estar condenado a ser libre, lleva sobre sus hombros el peso íntegro del mundo; es responsable del mundo y de sí mismo en tanto que maneja su manera de ser". Sartre introduce también el concepto de mala fe y explora profundamente la noción de la nada, además de realizar valiosas contribuciones a la filosofía del sexo. Sin embargo, la obra ha sido objeto de críticas, especialmente por su rechazo al concepto freudiano del inconsciente, al considerarlo inconsistente y no fundamentado filosóficamente.

## Fondo

### Descartes
El existencialismo de Sartre comparte su punto de partida filosófico con René Descartes : Lo primero de lo que podemos ser conscientes es de nuestra existencia, incluso dudando de todo lo demás ( Cogito ergo sum ). En La Náusea , el vértigo del protagonista hacia su propia existencia es inducido por las cosas, no por el pensamiento. Este vértigo se produce «frente a la libertad y la responsabilidad de dar sentido a la realidad».  Como una importante ruptura con Descartes, Sartre rechaza la primacía del conocimiento (un rechazo resumido en la frase « La existencia precede a la esencia ») y ofrece una concepción diferente del conocimiento y la conciencia.

### Husserl
Ideas importantes de El Ser y la Nada se basan en la fenomenología de Edmund Husserl . Para ambos filósofos, la conciencia es intencional, lo que significa que solo hay conciencia de algo. Para Sartre, la intencionalidad implica que no existe ninguna forma de yo oculta en la conciencia (como el ego trascendental de Husserl ). Un ego debe ser una estructura externa a la conciencia para que pueda haber conciencia del ego. 

## Resumen
En la introducción, Sartre esboza su propia teoría de la conciencia, el ser y los fenómenos a través de la crítica tanto a fenomenólogos anteriores (en particular, Husserl y Heidegger), como a idealistas , racionalistas y empiristas . Según él, uno de los mayores logros de la filosofía moderna es la fenomenología, ya que refutó los tipos de dualismo que plantean la naturaleza oculta del ente (como el noúmeno de Immanuel Kant ); la fenomenología ha eliminado la ilusión de mundos ocultos. 
A partir de un análisis de la naturaleza de los fenómenos, describe la naturaleza de dos tipos de ser: el ser en sí (el ser de las cosas) y el ser para sí . Mientras que el ser en sí es algo a lo que solo los seres humanos pueden aproximarse, el ser para sí es el ser de la conciencia.

### Parte 1, Capítulo 1: El origen de la negación
Desde la perspectiva fenomenológica de Sartre, la nada es una realidad experimentada y no puede ser un mero error subjetivo. La ausencia de un amigo y la ausencia de dinero insinúan la existencia de la nada. Es parte de la realidad. En el primer capítulo, Sartre desarrolla una teoría de la nada que es central en todo el libro, especialmente en su explicación de la mala fe y la libertad.  Para él, la nada no es solo un concepto mental que resume juicios negativos como «Pierre no está aquí» y «No tengo dinero». Aunque «es evidente que el no ser siempre aparece dentro de los límites de una expectativa humana»,  la nada concreta difiere de la mera inexistencia abstracta, como el círculo cuadrado. Una nada concreta, por ejemplo, no poder ver, forma parte de una totalidad: la vida del ciego en este mundo. Esta totalidad se ve modificada por la nada que forma parte de ella. 
En la totalidad de la conciencia y el fenómeno (el ser-en-el-mundo de Heidegger), ambos pueden considerarse por separado, pero existen solo como un todo (intencionalidad de la conciencia). La actitud humana de indagación, de plantear preguntas, distancia la conciencia del mundo. Toda pregunta plantea la posibilidad de una respuesta negativa, del no-ser, por ejemplo: "¿Quién entra? Nadie". Para Sartre, así es como la nada puede existir. El no-ser no puede formar parte del ser-en-sí ni ser un complemento de este. El ser-para-sí es el origen de la negación. La relación entre el ser-para-sí y el ser-en-sí consiste en cuestionar este último. Al traer la nada al mundo, la conciencia no aniquila el ser de las cosas, sino que cambia su relación con él.

### Parte 1, Capítulo 2: Mala fe
Sartre describe como mala fe el autoengaño sobre la realidad humana. Puede adoptar dos formas: la primera consiste en hacerse creer falsamente que no se es. La segunda consiste en concebirse como un objeto (por ejemplo, ser idéntico a un trabajo) y, por lo tanto, negar la libertad. 
Esto significa esencialmente que, al ser camarero, tendero, etc., uno debe creer que su rol social es equivalente a su existencia humana. Vivir una vida definida por la ocupación, la clase social, racial o económica es la esencia misma de la «mala fe», la condición en la que las personas no pueden trascender sus situaciones para comprender lo que deben ser (humanos) y lo que no son (camarero, tendero, etc.). También es esencial que un ser existente comprenda que la negación permite al yo entrar en lo que Sartre llama la «gran corriente humana». Esta gran corriente humana surge de la singular comprensión de que la nada es un estado mental en el que podemos convertirnos en cualquier cosa que deseemos, en relación con nuestra situación.

La diferencia entre la existencia y la proyección de la identidad reside en la esencia de los sujetos humanos, arrastrados por su propia condición, su «mala fe». Un ejemplo de proyección que Sartre utiliza es el camarero de cafetería que cumple con los deberes, tradiciones, funciones y expectativas de un camarero de cafetería:
¿Qué somos entonces si tenemos la obligación constante de convertirnos en lo que somos, si nuestro modo de ser es tener la obligación de ser lo que somos? Consideremos a este camarero del café. Su movimiento es rápido y directo, un poco demasiado preciso, un poco demasiado rápido. Se inclina hacia adelante con demasiada vehemencia; su voz, sus ojos, expresan un interés demasiado solícito para el pedido del cliente. Finalmente regresa, intentando imitar en su andar la rigidez inflexible de una especie de autómata mientras lleva su bandeja con la temeridad de un equilibrista, poniéndola en un equilibrio perpetuamente inestable, perpetuamente roto, que perpetuamente restablece con un ligero movimiento de brazo y mano. Todo su comportamiento nos parece un juego. Se dedica a cambiar sus movimientos como si fueran mecanismos, uno regulando al otro; sus gestos e incluso su voz parecen ser mecanismos; se da la rapidez y la despiadada rapidez de las cosas. Está jugando, se está divirtiendo. Pero ¿a qué está jugando? No hace falta mirar mucho para entenderlo: está jugando a ser camarero en un café. No hay nada ahí que nos sorprenda.
Sartre también cita, como ejemplo de mala fe, la actitud del homosexual que niega serlo, creyendo que «un homosexual no es homosexual» en el mismo sentido que una mesa es una mesa o un hombre pelirrojo es pelirrojo. Sartre argumenta que tal actitud es parcialmente correcta, pues se basa en el «carácter irreductible de la realidad humana», pero que solo sería completamente correcta si el homosexual aceptara que es homosexual en el sentido de que ha adoptado un patrón de conducta definido como homosexual, aunque no uno «en la medida en que la realidad humana no pueda definirse finalmente por patrones de conducta». 
Sartre menciona constantemente que, para salir de la mala fe, uno debe comprender que la propia existencia y la proyección formal de sí mismo están claramente separadas y dentro del control humano. Esta separación es una forma de la nada . La nada, en términos de mala fe, es caracterizada por Sartre como la negación interna que separa la existencia pura de la identidad, y por lo tanto estamos sujetos a vivir nuestras vidas de manera similar. Un ejemplo es algo que es lo que es (existencia) y algo que es lo que no es (un camarero definido por su profesión).
Sin embargo, Sartre se posiciona en contra de caracterizar la mala fe en términos de "meras posiciones sociales". Sartre afirma: "Nunca soy ninguna de mis actitudes, ninguna de mis acciones". El buen orador es quien finge hablar porque no puede hablar . Esto significa literalmente que, como el camarero del café, el orador no es su condición ni su categorización social, sino un orador consumido por la mala fe. Por lo tanto, debemos darnos cuenta de lo que somos (seres que existen) y de lo que no somos (una preocupación social/histórica) para salir de la mala fe. Sin embargo, los existentes (seres humanos) deben mantener un equilibrio entre la existencia, sus roles y la nada para convertirse en seres auténticos.
Además, un principio importante de la mala fe es que debemos actuar con cierta "buena fe" para aprovechar nuestro rol y alcanzar una existencia auténtica. El verdadero dominio de la mala fe reside en comprender que el rol que desempeñamos es la mentira. Vivir y proyectarse hacia el futuro como un proyecto personal, evitando la mala fe y viviendo según la propia voluntad, es vivir la vida con autenticidad.
Una de las implicaciones más importantes de la mala fe es la abolición de la ética tradicional . Ser una persona moral exige negar los impulsos auténticos (todo lo que nos hace humanos) y permitir que la voluntad de otra persona modifique nuestras acciones. Ser una persona moral es una de las formas más graves de mala fe. Sartre la caracteriza esencialmente como "la fe de la mala fe", que es y no debería ser, en su opinión, la esencia de la existencia. Sartre tiene una opinión muy negativa de la ética convencional, condenándola como una herramienta de la burguesía para controlar a las masas.
La mala fe también surge cuando las personas empiezan a ver su vida como un conjunto de distintos eventos pasados. Al ver el ego como era antes, en lugar de como es ahora, se termina negando el yo actual y reemplazándolo por un yo pasado que ya no existe.

### Parte 3, Capítulo 1: La mirada
La mera presencia posible de otra persona hace que uno se considere un objeto y vea su mundo tal como lo percibe el otro. Esto no se realiza desde una posición específica externa a uno mismo, sino que es no posicional. Es un reconocimiento de la subjetividad en los demás.
Esta transformación es más clara cuando uno ve un maniquí que por un momento confunde con una persona real.
- Aunque creen que es una persona, su mundo se transforma. Los objetos ahora se les escapan parcialmente; tienen aspectos que pertenecen a la otra persona y que, por lo tanto, les resultan incognoscibles. Durante este tiempo, ya no se puede tener una subjetividad total. El mundo es ahora el mundo de la otra persona, un mundo ajeno que ya no proviene del yo, sino del otro. La otra persona es una «amenaza para el orden y la organización de todo tu mundo... Tu mundo se ve repentinamente atormentado por los valores del Otro, sobre los cuales no tienes control».
- Cuando se dan cuenta de que es un maniquí y no es subjetivo, el mundo parece retroceder y se encuentran de nuevo en el centro de un universo. Esto les devuelve al modo de ser prerreflexivo, es «el ojo de la cámara que siempre está presente pero nunca se ve».  La persona está ocupada, demasiado ocupada para la autorreflexión.  Este proceso es continuo, inevitable e ineludible.

#### Ser para los demás
Sartre afirma que muchas relaciones se crean no por la atracción que sienten las personas hacia otra persona, sino por cómo esa persona las hace sentir respecto a sí mismas a través de su mirada. Este es un estado de alienación emocional en el que la persona evita experimentar su subjetividad identificándose con la mirada del otro. La consecuencia es el conflicto. Para mantener su propia existencia, debe controlar al otro, pero también debe controlar su libertad como libertad. Estas relaciones son una profunda manifestación de mala fe, ya que el para sí se sustituye por la libertad del otro. El propósito de cada participante no es existir, sino mantener la mirada del otro. Este sistema a menudo se denomina erróneamente "amor", pero, en realidad, no es más que alienación emocional y negación de la libertad a través del conflicto con el otro. Sartre cree que a menudo se crea como un medio para hacer soportable la angustia insoportable de la relación de una persona con su " facticidad " (todos los detalles concretos en cuyo contexto existe y se limita la libertad humana, como el lugar de nacimiento y el tiempo). En su extremo, la alienación puede llegar a ser tan intensa que, debido a la culpa de estar tan radicalmente esclavizados por "la mirada" y, por lo tanto, perder radicalmente sus propias libertades, los participantes pueden experimentar actitudes masoquistas y sádicas . Esto sucede cuando los participantes se causan dolor mutuamente, al intentar demostrar su control sobre la mirada del otro, del cual no pueden escapar porque se creen tan esclavizados por ella que experimentar su propia subjetividad sería igualmente insoportable.

#### Sexo
Sartre explica que «la mirada» es la base del deseo sexual , declarando que no existe una motivación biológica para el sexo . En cambio, la «doble encarnación recíproca» es una forma de consciencia mutua que, según Sartre, se encuentra en el corazón de la experiencia sexual. Esto implica el reconocimiento mutuo de algún tipo de subjetividad, como describe Sartre: «Me hago carne para impulsar a la Otra a realizar para sí misma y para mí su propia carne. Mi caricia hace que mi carne nazca para mí, en la medida en que es carne para la Otra, haciéndola nacer como carne».
Incluso en el sexo (quizás especialmente en el sexo), hombres y mujeres se ven atormentados por un estado en el que la consciencia y el ser corporal estarían en perfecta armonía, con el deseo satisfecho. Sin embargo, tal estado nunca puede existir. Intentamos traer la consciencia del ser amado a la superficie de su cuerpo mediante actos mágicos, gestos (besos, deseos, etc.), pero en el momento del orgasmo la ilusión se desvanece y volvemos a nosotros mismos, tal como se desvanece cuando el esquiador llega al pie de la montaña o cuando el bien que una vez deseamos pierde su brillo al adquirirlo. Para Sartre, no habrá tal momento de plenitud porque «el hombre es una pasión inútil» para ser el ens causa sui , el Dios de la prueba ontológica .

#### Nada
Sartre sostiene que la existencia humana es un enigma según el cual cada uno de nosotros existe, mientras viva, en una condición general de nada ( no-cosificación ), lo que, en última instancia, permite la libre consciencia. Sin embargo, simultáneamente, dentro de nuestro ser (en el mundo físico), estamos obligados a tomar decisiones conscientes y continuas.
Es esta dicotomía la que causa angustia, porque la elección (subjetividad) representa un límite a la libertad dentro de un espectro de pensamiento que, de otro modo, estaría desbordado. Posteriormente, los humanos buscamos huir de nuestra angustia mediante constructos orientados a la acción, como escapes, visualizaciones o visiones (como los sueños), diseñados para guiarnos hacia un fin significativo, como la necesidad, el destino, el determinismo (Dios), etc. Así, al vivir nuestras vidas, a menudo nos convertimos en actores inconscientes —burgueses, feministas, trabajadores, militantes, franceses, canadienses o estadounidenses—, cada uno haciendo lo que debe para cumplir el destino de los personajes que elegimos.
Sin embargo, Sartre sostiene que nuestras decisiones conscientes (que a menudo conducen a acciones inconscientes) contradicen nuestra libertad intelectual. Sin embargo, estamos atados al mundo físico y condicionado, en el que siempre se requiere algún tipo de acción. Esto conduce a sueños fallidos de realización , como los describió Sartre, porque inevitablemente somos incapaces de salvar la brecha entre la pureza y la espontaneidad del pensamiento y la acción excesivamente restrictiva; entre el ser y la nada que coinciden inherentemente en nuestro ser .
La receta de Sartre para la plenitud consiste en escapar de todas las búsquedas completándolas . Esto se logra imponiendo rigurosamente orden a la nada, empleando el «espíritu (o conciencia mental) de seriedad» y describiendo el fracaso en términos como « mala fe » y « falsa conciencia ». Aunque la conclusión de Sartre parece ser que el ser disminuye ante la nada, ya que la conciencia probablemente se basa más en la espontaneidad que en la seriedad estable, sostiene que cualquier persona seria está obligada a una lucha continua entre dos cosas:
a) El deseo consciente de autorrealización pacífica a través de acciones físicas y roles sociales, como si viviéramos dentro de un retrato que uno pinta activamente de sí mismo. b) La espontaneidad más pura y furiosa de la conciencia de la nada , de ser instantáneamente libre para invertir los propios roles, levantar los cimientos y emprender nuevos caminos.

#### Ontología fenomenológica
En opinión de Sartre, la conciencia no tiene sentido por sí misma: surge únicamente como percepción de objetos. Por lo tanto, la conciencia es siempre y esencialmente conciencia de algo , ya sea este "algo" una cosa, una persona, un objeto imaginario, etc. Los fenomenólogos suelen referirse a esta cualidad de la conciencia como " intencionalidad ". La contribución de Sartre, entonces, es que, además de ser siempre conciencia de algo , la conciencia es siempre conciencia de sí misma . En otras palabras, toda conciencia es, por definición, autoconciencia . Por "autoconciencia", Sartre no se refiere a ser consciente de uno mismo considerado como un objeto (por ejemplo, el propio "ego"), sino a que, como fenómeno en el mundo, la conciencia aparece y se aparece a sí misma al mismo tiempo. Al aparecerse a sí misma, Sartre argumenta que la conciencia es completamente transparente; a diferencia de un "objeto" ordinario (una casa, por ejemplo, de la cual es imposible percibir todos los lados al mismo tiempo), la conciencia "ve" todos los aspectos de sí misma a la vez. Esta cualidad no posicional de la conciencia es lo que la convierte en un tipo de ser único, un ser que existe para sí mismo .

### Crítica de Freud
Sartre ofrece una crítica a la teoría del inconsciente del psicoanalista Sigmund Freud , basándose en la afirmación de que la conciencia es esencialmente autoconsciente. Sartre también argumenta que la teoría freudiana de la represión presenta fallas internas.  Según Sartre, en su trabajo clínico, Freud se encontró con pacientes que parecían encarnar un tipo particular de paradoja: parecían saber y no saber lo mismo. En respuesta, Freud postuló la existencia del inconsciente, que contiene la "verdad" de los traumas subyacentes a la conducta de los pacientes. Esta "verdad" es activamente reprimida, lo cual se evidencia en la resistencia de los pacientes a su revelación durante el análisis. Sin embargo, ¿qué hace la resistencia si los pacientes desconocen lo que están reprimiendo? Sartre encuentra la respuesta en lo que Freud llama la "censura". "El único nivel en el que podemos ubicar la negación del sujeto", escribe Sartre, "es el de la censura". Además:
La resistencia del paciente implica, a nivel del censor, una conciencia de lo reprimido como tal, una comprensión del fin al que conducen las preguntas del psicoanalista... Estas diversas operaciones, a su vez, implican que el censor es consciente de sí mismo. Pero ¿qué tipo de autoconciencia puede tener el censor? Debe ser la conciencia consciente de la pulsión de ser reprimido, pero precisamente para no ser consciente de ella . ¿Qué significa esto sino que el censor actúa de mala fe? 
En otras palabras, Sartre considera el inconsciente de Freud como un chivo expiatorio de la paradoja de saber y desconocer simultáneamente la misma información. En lugar de aliviar la paradoja , Freud simplemente la traslada al censor, estableciendo «entre el inconsciente y la conciencia una conciencia autónoma de mala fe».  Sartre piensa que la postulación de un censor dentro de la economía psíquica es, por lo tanto, redundante: a nivel del censor, aún nos encontramos con el mismo problema de una conciencia que se oculta algo a sí misma. Para Sartre, lo que Freud identifica como represión es más bien indicativo de la estructura más amplia de la mala fe. Por lo tanto, el psicoanálisis no aporta ninguna perspectiva especial, ya que ocultarse algo a uno mismo ocurre a nivel de la conciencia como un fenómeno unificado, no como parte de algún mecanismo intrapsíquico.

## Terminología especial utilizada por Sartre
Explicación de términos basada en el apéndice de la edición inglesa de El ser y la nada por la traductora Hazel Barnes 
- Ser (être): Incluye tanto el Ser en sí como el Ser para sí (ambos, tal como se definen más adelante), pero este último es la aniquilación del primero. El Ser es objetivo, no subjetivo ni individual.
- Ser en sí ( être-en-soi ): Ser no consciente. El tipo de fenómeno que supera el conocimiento que tenemos de él.
- Ser para sí ( être-pour-soi ): La aniquilación del Ser en sí; la conciencia concebida como ausencia de Ser, deseo de Ser, relación con el Ser. El Para-sí trae la Nada al mundo y, por lo tanto, puede distinguirse del Ser y formar actitudes hacia otros seres al ver lo que no es.
- Ser para otros ( être-pour-autrui ): Surge aquí una nueva dimensión en la que el yo existe como objeto para otros. Cada Para-sí busca recuperar su propio Ser haciendo del otro un objeto.
- Conciencia: El Para-sí trascendente. Sartre afirma que «La conciencia es un ser tal que, en su ser, su ser está en cuestión en la medida en que este ser implica un ser distinto de ella misma».
- Existencia : Ser-para-sí concreto, individual, aquí y ahora.
- La existencia precede a la esencia . La existencia subjetiva de la realidad precede y define su naturaleza. Quién eres (tu esencia) se define por lo que haces (tu existencia).
- Facticidad ( facticité ): En términos generales, hechos sobre el mundo. Más precisamente, la conexión necesaria del Para-sí con el En-sí, con el mundo y su propio pasado.
- Libertad: El ser mismo del Para-sí, que está «condenado a ser libre». Debe elegirse eternamente y, por lo tanto, hacerse a sí mismo.
- Nada ( néant ): Aunque no tiene ser, se sustenta en el ser. Viene al mundo por el Para-sí.
- Reflexión ( reflet ): La forma en que el Para-sí funda su propia nada a través de la díada “el-reflejo-reflectante”.
- Reflexión ( réflexion ):La conciencia intentando convertirse en su propio objeto